# 正木健人
正木健人（日语：／ Masaki Kento，1987年8月9日—），日本男子柔道运动员。他曾代表日本参加2012年和2016年夏季残疾人奥林匹克运动会柔道比赛，获得一枚金牌和一枚铜牌。